# Filharmonia im. Henryka Wieniawskiego w Lublinie

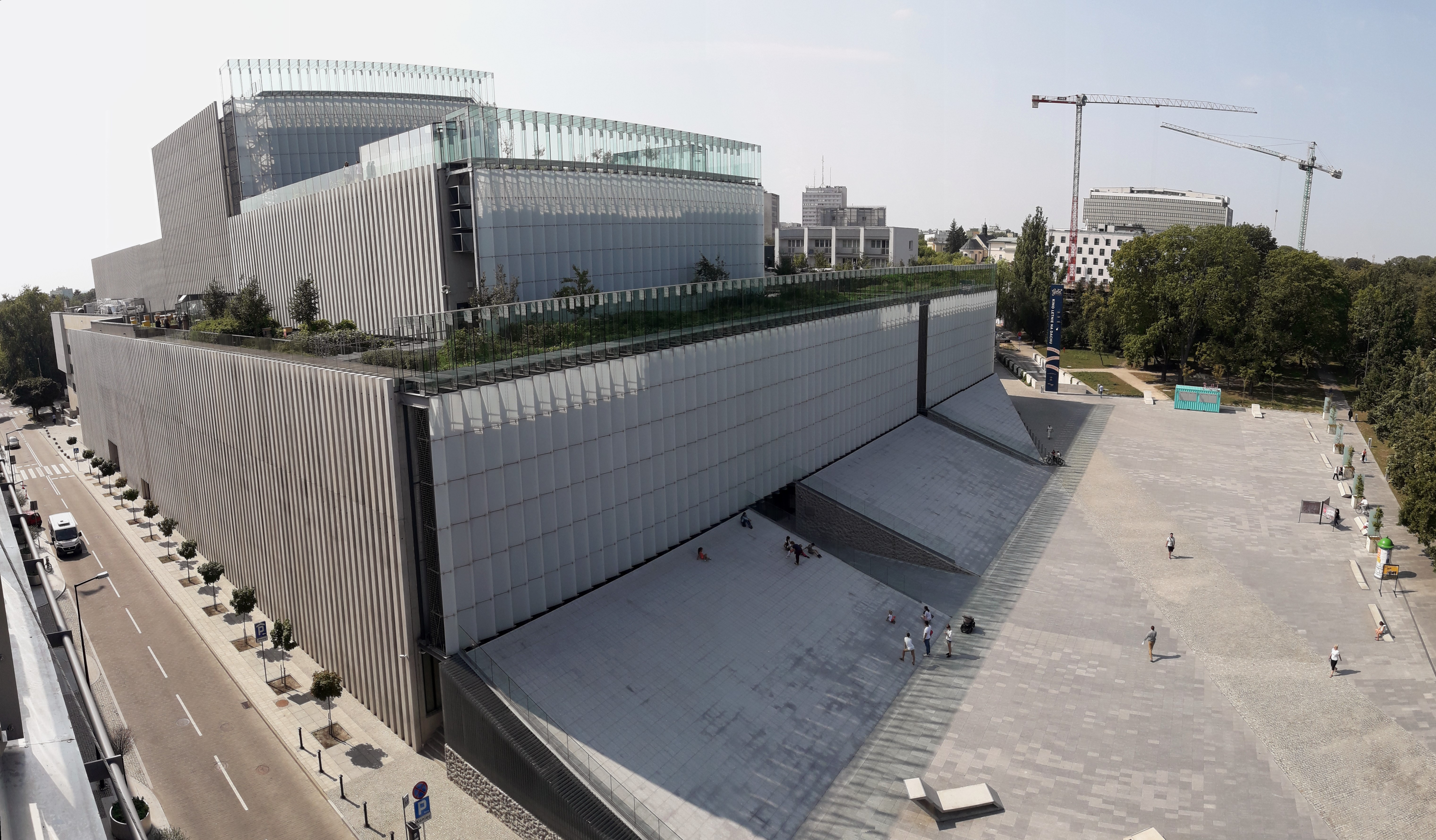
Centrum Spotkania Kultur i plac Teatralny, widok z Lubelskiego Centrum Konferencyjnego

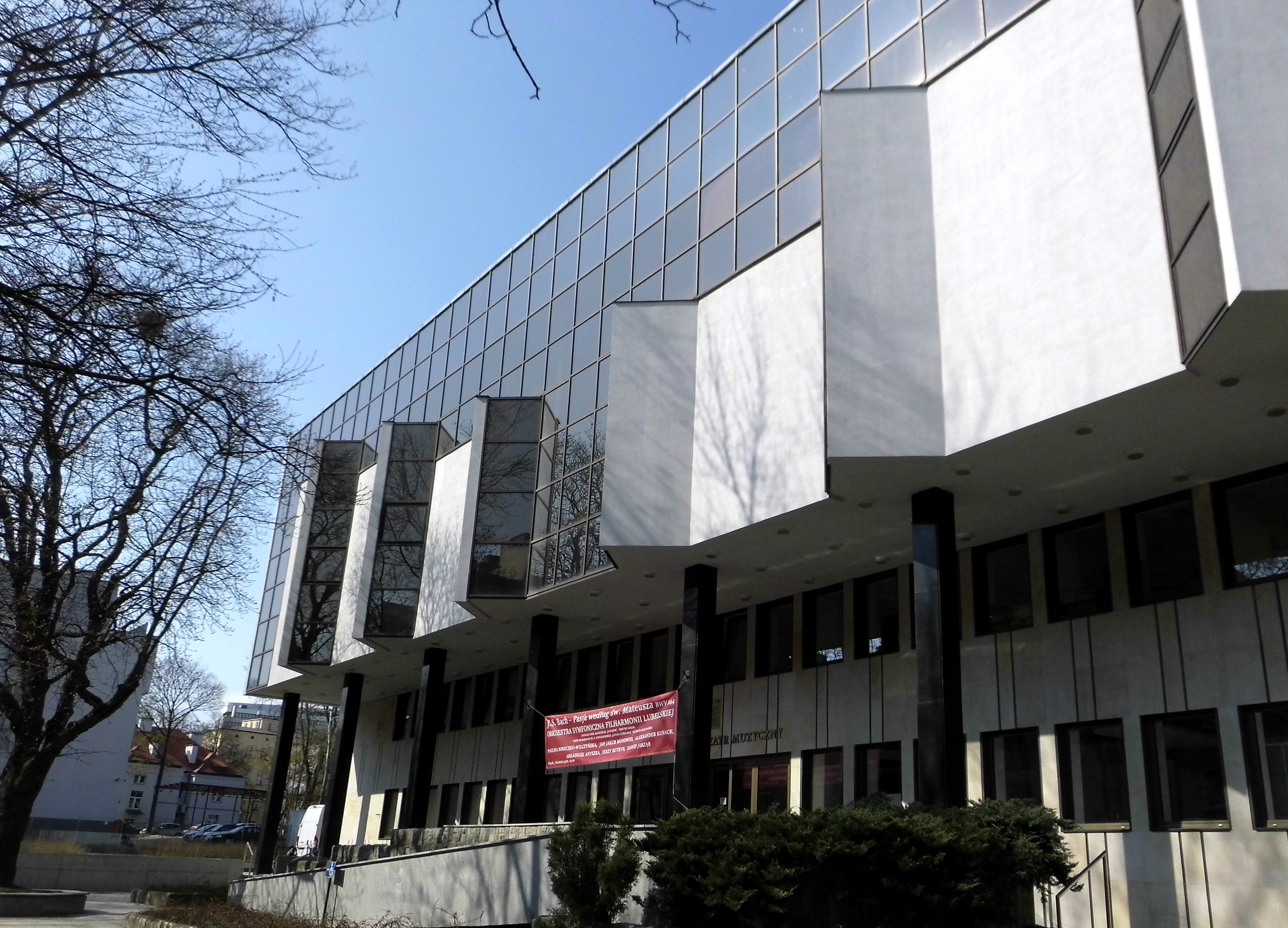
Południowa część CSK – gmach Teatru Muzycznego w Lublinie i Filharmonii Lubelskiej im. Henryka Wieniawskiego

Filharmonia im. Henryka Wieniawskiego w Lublinie, Filharmonia Lubelska – filharmonia założona w Lublinie w 1944 roku. Zespół filharmonii występował międzynarodowych festiwalach, ma za sobą również wydawnictwa płytowe. Filharmonia w swoim repertuarze ma utwory od baroku po muzykę współczesną (także musicalową i estradową). Siedziba Filharmonii mieści się w jednym budynku wraz z Operą Lubelską i Centrum Spotkania Kultur.
W listopadzie 2009, z okazji 65-lecia działalności, Filharmonia Lubelska została odznaczona Srebrnym Medalem „Zasłużony Kulturze Gloria Artis”.

## Historia
W grudniu 1944 roku powołano Lubelską Orkiestrę Kameralną, pod przewodnictwem Zygmunta Szczepańskiego, późniejszego pierwszego kierownika artystycznego filharmonii. Pierwszy koncert zespołu odbył się 10 lutego 1945.
Orkiestrę przekształcono w 1946 roku w Miejską Filharmonię w Lublinie, a zarządzeniem ministra kultury i sztuki z 21 listopada 1949 nazwę zmieniono na Filharmonia Państwowa w Lublinie. Stanowisko dyrektora jako pierwszy piastował Jan Widmański.

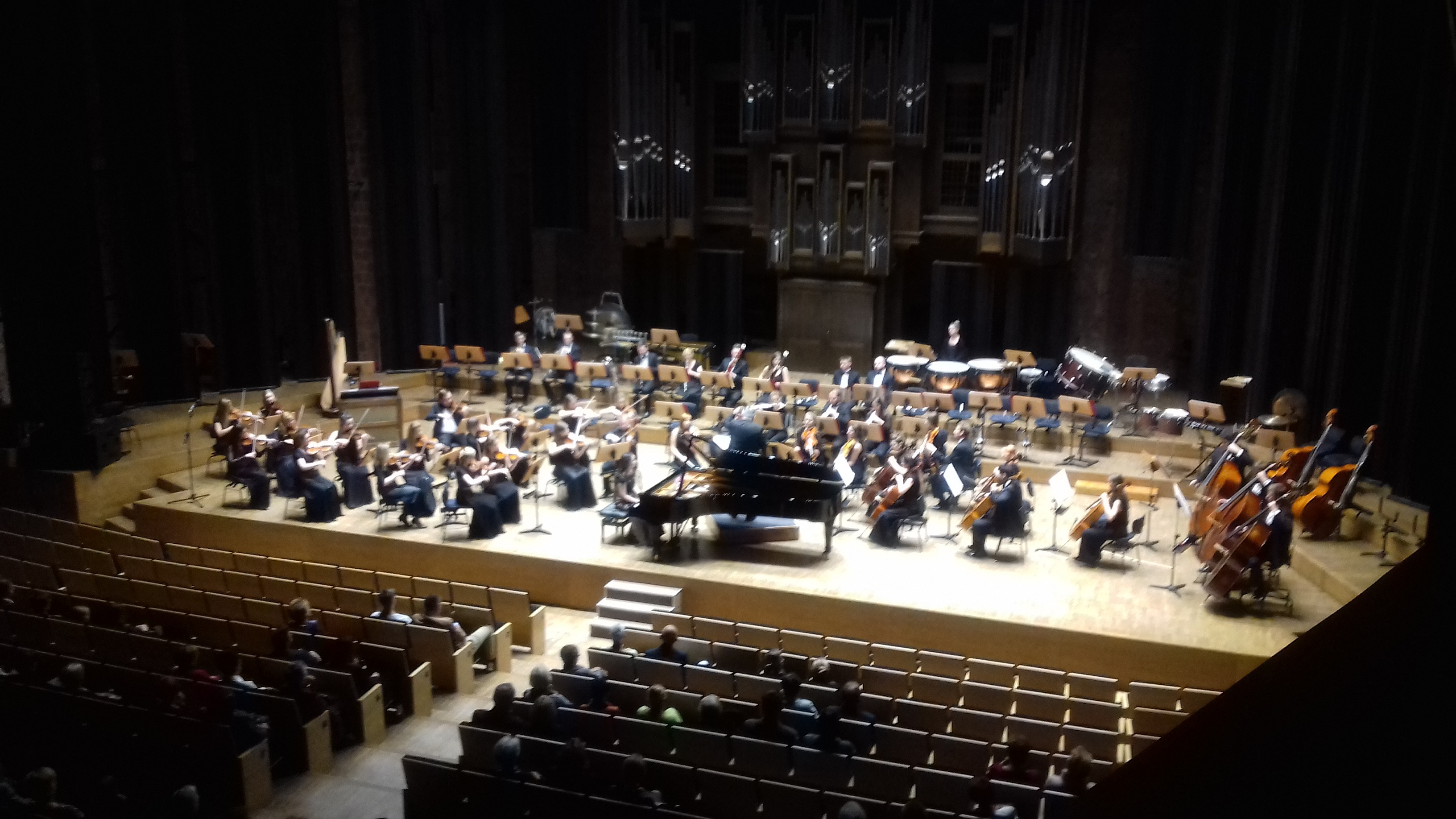
Sala Filharmonii podczas koncertu symfonicznego

Za pierwszą siedzibę filharmonii, wykorzystywaną aż do 1995 roku, służyła sala Towarzystwa Muzycznego w teatrze przy ulicy Juliusza Osterwy w Lublinie.
Z okazji 15-lecia istnienia Filharmonii Lubelskiej, prezydium lubelskiej Wojewódzkiej Rady Narodowej nadało jej imię Henryka Wieniawskiego, urodzonego w Lublinie skrzypka.
Rozwój filharmonii przyspieszył w 1969 roku, kiedy stanowisko dyrektora objął Adam Natanek. Wtedy to poszerzono repertuar o kolejne gatunki i formy muzyczne: oratoria, msze, kantaty i opery w wersji estradowej, a także zawiązano współprace z chórami amatorskimi. Na początku lat 70. przy filharmonii zaczęły powstawać zespoły kameralne, np. Lubelskie Trio Stroikowe czy Wieniawski Kwartet.
W latach 80. XX wieku zintensyfikowały się wyjazdowe występy filharmoników lubelskich za granicą, m.in. we Włoszech, Hiszpanii czy Szwajcarii. Kontynuowano je również pod rządami kolejnych dyrektorów. Zespół brał także udział w międzynarodowych festiwalach: w Koszycach (1986); w Festiwalu Muzyki Współczesnej w Alicante (1989); w Festiwalu Flamenco w Sewilli (1990) oraz w Seminarium Dyrygenckim Franco Ferrary (1984).
Dzięki staraniom Adama Natanka zmodyfikowano projekt dzisiejszego Centrum Spotkania Kultur o miejsce na nową siedzibę dla filharmonii. Ówczesny dyrektor wybrał również wykonawcę organów do sali koncertowej w Centrum.
Pod zarządem Teresy Księskiej-Falger, która funkcję dyrektora naczelnego filharmonii pełniła od 1996, wznowiono organizację imprez muzycznych: Nałęczowskie Divertimento oraz Lubelski Wrzesień Muzyczny. Filharmonia Lubelska włączyła się także w organizację Lubelskiego Forum Sztuki Współczesnej im. Witolda Lutosławskiego.
Od 2023 funkcję dyrektora pełni Dominik Mielko.

## Zespoły Filharmonii

### Orkiestra
Orkiestra Filharmonii Lubelskiej wykonuje zróżnicowany repertuar, dokonuje rejestracji radiowych i telewizyjnych. Nagrała też płyty:
- Souvenir de Lublin pod dyr. A. Kreiner, E. Zienkowski – skrzypce (1996);
- Jaś i Małgosia, E. Humperdinck, pod dyr. Paula Kantschiedera (1997);
- Z muzyką przez świat, P. Czajkowski Koncert skrzypcowy D-dur op. 35, M. Musorgski / M. Ravel Obrazki z wystawy pod dyr. Piotra Wijatkowskiego, D. Falger – skrzypce (1997);
- Philippe Chamouard Symfonia III Les jardins du desert, L’espirit de la nuit, Les Figures de I’invisible pod dyr. Piotra Wijatkowskiego (2001);
- Symfonia koncertująca K. Szymanowskiego, A. Tansman Suita na dwa fortepiany pod dyr. P. Wijatkowskiego, Ewa Wolak-Moszyńska, Andrzej Pikul – fortepian (2001);
- The Lublin Concert, Bernhard Lang Hommage a Martin Arnold 2, Wolfgang Liebhart Walzer, Dieter Kaufmann Für Clara ein romantisches Konzert pod dyr. Vladimira Kiradjieva, Elena Rozanova – fortepian (2001);
- G. Bizet Le Docteur Miracle, Uwertura a-moll, Scherzo z 1861 roku, Scenes bohémiennes z opery La Jolie Fille de Perth pod dyr. Didier Talpain, Olga Pasiecznik – sopran, Hjördis Thébault – mezzosopran, Yannis Christopoulos – tenor, Pierre-Yves Pruvot – bas (2002);
- K. Lipiński Dzieła orkiestrowe, Uwertura D-dur, II Koncert skrzypcowy D-dur op. 21 Wojskowy, Symfonia B-dur pod dyr. Piotra Wijatkowskiego Dominika Falger – skrzypce (2003);
- Wieczór organowy w Filharmonii Lubelskiej – Joachim Grubich – organy Filharmonii Lubelskiej (FRYDERYK 2004 – Nagroda Akademii Fonograficznej w kategorii muzyka poważna – album roku – muzyka solowa); – Wieniawski Dzieła na skrzypce i orkiestrę; Polonez D-dur op. 4, Fantasie Brillante sur „Faust” opera H. Gounoda op. 20, II Koncert skrzypcowy d-moll op. 22 pod dyrekcją Piotra Wijatkowskiego, Anna Maria Staśkiewicz – skrzypce (2010).

### Chór Kameralny Filharmonii Lubelskiej
Chór Kameralny Filharmonii Lubelskiej powstał w grudniu 2013 roku, zaś działalność artystyczną zainaugurował 26 stycznia 2014 roku wykonaniem IX Symfonii L. van Beethovena. Inicjatorem powstania Chóru pod nazwą Lutnia Lubelska był dyrektor naczelny Filharmonii Lubelskiej dr Jan Sęk, natomiast kierownictwo artystyczne zostało powierzone prof. zw. Elżbiecie Krzemińskiej. Doświadczenie dyrygentki zdobyte w Instytucie Muzyki Uniwersytetu Marii Curie-Skłodowskiej, gdzie prowadzi klasę dyrygentury chóralnej, jak i w Akademickim Chórze Politechniki Lubelskiej, w bardzo krótkim czasie zaowocowało koncertami na najwyższym poziomie wykonawczym.
Głównym nurtem działalności artystycznej zespołu jest udział w koncertach symfonicznych i oratoryjnych Filharmonii Lubelskiej oraz w koncertach a cappella na macierzystej estradzie. Chór aktywnie włącza się w tworzenie oferty kulturalnej Lublina oraz województwa lubelskiego, prowadzi też cykl projektów edukacyjnych polegających na występowaniu dla najbardziej wymagającej publiczności – dzieci i młodzieży.
Chór wykonuje dzieła wokalno-instrumentalne i utwory a cappella różnych epok – od średniowiecza do współczesności. Wśród wielu projektów zrealizowanych dotychczas należy szczególnie wymienić m.in. prawykonanie utworu Benedictus Pawła Buczyńskiego w Studiu PR im. Witolda Lutosławskiego w Warszawie, prawykonanie światowe utworu Bernarda Le Monniera II Antyfona na temat Hildegardy z Bingen, czy lubelskie wykonania Semiramis op. 52 Józefa Wieniawskiego i II Symfonii Zmartwychwstanie Gustava Mahlera.
Poza koncertami w ramach sezonu macierzystej instytucji, Chór koncertuje w innych polskich miastach. W 2016 roku zespół zainaugurował współpracę z krakowskim festiwalem Cracovia Sacra,, a w 2017 roku z Lwowską Filharmonią Obwodową, gdzie wraz z tamtejszą orkiestrą symfoniczną wykonał dwukrotnie Pasję Mateuszową Jana Sebastiana Bacha.
Od grudnia 2018 roku kierownictwo artystyczne nad zespołem objął Dawid Jarząb.

### Zespół Muzyki Dawnej Filharmonii Lubelskiej
Jest najnowszą formacją działającą pod auspicjami Filharmonii im. Henryka Wieniawskiego w Lublinie, początkowo funkcjonując pod nazwą Zespół Muzyki Dawnej Konfraternia Caper Lublinensis. Jego członkowie, znakomici instrumentaliści – soliści z całej Polski, zadebiutowali serią koncertów kameralnych (pierwszy odbył się 10 września 2016 r.). W kolejnych miesiącach Zespół stale się rozrastał, by w pełnym składzie po raz pierwszy zaprezentować się na inauguracji I Międzynarodowego Festiwalu Sztuki Wokalnej im. Antoniny Mikłaszewicz-Campi 16 grudnia 2016 roku. Z solistami i chórem Lutnia Lubelska zespół wykonał m.in. Magnificat D-dur J.S. Bacha.
We wrześniu 2017 roku szefem artystycznym Konfraterni Caper Lublinensis został Przemysław Fiugajski, zespół zaś stał się jedną z najbardziej dynamicznie rozwijających się barokowych formacji w Polsce, zyskując w krótkim czasie stałe i ciągle poszerzające się grono wielbicieli w Lublinie i poza nim. Sezon 2017/18 przyniósł wiele wyjątkowych wydarzeń znacząco rozszerzających repertuar orkiestry. Lubelscy melomani, poza koncertami kameralnymi, mieli okazję usłyszeć m.in. dzieła symfoniczne (Mozart, Haydn), koncertowe (Albinoni, Vivaldi, Telemann, Quantz, Bonporti, C.Ph.E. Bach), oratoryjne (Pergolesi, Händel), muzykę barokową pochodzącą z Ameryki Południowej czy operę G.B. Pergolesiego La serva padrona.
Z Zespołem Muzyki Dawnej występują znakomici soliści, m.in. Urszula Kryger, Marta Boberska, Marzena Lubaszka, Sławomir Jurczak, Jan Jakub Monowid, Robert Gierlach, Piotr Olech, a także wybitny skrzypek młodego pokolenia – Robert Bachara.
Obecnie trzon zespołu stanowi kwintet smyczkowy, który w zależności od potrzeb programowych jest rozszerzany o muzyków z nim współpracujących.
W grudniu 2018 roku kierownictwo artystyczne Zespołu Muzyki Dawnej objął Dominik Mielko, klawesynista, pianista i organista, od 2014 roku związany z Filharmonią Lubelską.
7 grudnia 2018 r. zespół dokonał prawykonania najnowszej kompozycji Jerzego Kornowicza pt. Warstwy światła.

## Zespoły działające pod auspicjami Filharmonii Lubelskiej

### Kwartemia
Kwartet tworzony przez instrumentalistki związane z Filharmonią Lubelską. Rozpoczął swoją działalność w październiku 2012 roku, towarzysząc Stanisławowi Sojce na koncercie z okazji 15-lecia Lubelskiego Hospicjum Dla Dzieci im. Małego Księcia.
Zespół wziął udział w Festiwalu Spotkań Kultur Sanus Per Artem na Zamku Lubelskim, który odbył się w czerwcu 2013, a w maju 2015 dokonał lubelskiego prawykonania utworu Sofii Gubajduliny Siedem ostatnich słów Chrystusa Ukrzyżowanego podczas XIX Forum im. W. Lutosławskiego.

### Lubelskie Trio Stroikowe
Zespół został założony w 1977 roku. Już rok później uzyskał najwyższą wśród zespołów trzyosobowych liczbę punktów na Międzynarodowym Konkursie Instrumentów Dętych i Zespołów Kameralnych w Ankonie. W odpowiedzi na ten sukces, trio zostało zaproszone przez Fundację Picciniego w Bari na odbycie tournée po Włoszech.
Repertuar tria obejmuje utwory od baroku do współczesności. Nagrało dla Polskiego Radia utwory: A tour d’anches Florenta Schmitta i Fantaisie Concertante Heitora Villi-Lobosa. Zespołowi utwory dedykowali również współcześni kompozytorzy, np. Krzesimir Dębski – opracowanie na trio stroikowe i fortepian Cantabile h-moll, czy Edward Bogusławski – Impromptu II na instrumenty dęte i fortepian.
Trio trzykrotnie otrzymało Dyplom Ministra Kultury i Sztuki za wybitne zasługi w upowszechnianiu kultury muzycznej, a jego członków odznaczono odznaką „Zasłużony Działacz Kultury”. Z okazji 20-lecia istnienia zespołu, w 1997 roku jego członkom przyznano Złote Odznaki Stowarzyszenia Polskich Artystów Muzyków.

### Trio Perkusyjne
Zespół tworzą Włodzimierz Sypniewski, Andrzej Zawisza i Stanisław Siedlaczek. Zespół powstał w 1982 roku. Popularyzuje instrumenty i literaturę perkusyjną, dokonał licznych prawykonań dzieł polskiej muzyki współczesnej, w tym im dedykowanych.
Trio brało udział w wielu festiwalach: Nałęczowskie Divertimento, Zamojskie Dni Muzyki, Festiwal Kameralistyki Lubelskiej, Muzyka na Zamku w Kozłówce, Festiwal Muzyki Współczesnej w Debreczynie i innych. Współpracuje z Estradą Kameralną Filharmonii Narodowej, Poznańskim i Warszawskim Zespołem Perkusyjnym oraz wieloma Filharmoniami i Towarzystwami Muzycznymi na terenie całego kraju. Trio nagrywa dla PR i TV oraz muzykę ilustracyjną dla teatru i filmu. W każdym koncercie Trio używa kilkudziesięciu instrumentów perkusyjnych zapoznając słuchaczy z ich historią i możliwościami brzmieniowymi.
Równolegle z pracą zespołową muzycy występują jako soliści na estradach całej Europy, są też pedagogami w szkolnictwie muzycznym Lublina.

### Kwartet Indygo
Kwartet Indygo tworzą absolwentki Akademii Muzycznych w Polsce i za granicą, na co dzień związane z Filharmonią Lubelską. Zespół powstał na bazie dawnych przyjaźni szkolnych, a przede wszystkim z potrzeby kontynuowania pasji do muzyki kameralnej. Zespół istnieje od 2012 roku i ma na swoim koncie m.in. koncert finałowy z wybitnym flecistą Łukaszem Długoszem na Festiwalu Nałęczowskie Divertimento w czerwcu 2013 roku.
W 2013 roku Kwartet Indygo został zaproszony przez Janusza Opryńskiego i Teatr Provisorium do udziału w spektaklu Lód z muzyką Rafała Rozmusa graną na żywo.
Justyna Zańko – I skrzypce, Aleksandra Mazurek – II skrzypce, Katarzyna Czerniawska – altówka, Izabela Zagórska – wiolonczela

### Kwartet Divertimento
Kwartet Divertimento powstał w 1998 roku i od tego momentu bardzo aktywnie uczestniczy w życiu kulturalnym Lublina i regionu, biorąc udział w wielu prestiżowych koncertach i festiwalach. Repertuar kwartetu obejmuje utwory kompozytorów różnych epok, a także muzykę filmową i rozrywkową. Skład zespołu tworzą muzycy-soliści Filharmonii Lubelskiej.
Irina Stukaszina-Gąsior – I skrzypce, Lech Gąsior – II skrzypce, Katarzyna Czerniawska – altówka, Bożena Czerkies – wiolonczela